# Municipio de Candelaria Loxicha
El Municipio de Candelaria Loxicha es uno de los 570 municipios en que se divide el estado mexicano de Oaxaca, localizado en la Sierra Sur de la entidad, su cabecera es el pueblo de Candelaria Loxicha.

## Geografía
Candelaria Loxicha se encuentra en la Costa de Oaxaca, para efectos de la subdivisión interior del estado forma parte de la Región Costa y del Distrito de Pochutla, a la región en que se asienta se le conoce coloquialmente como Los Loxichas, ya que son varias las poblaciones que llevan este mismo nombre. El municipio tiene una extensión total de 86.8 kilómetros cuadrados que representan el 0.1% de la superficie total de Oaxaca.
Limita al norte con el municipio de San Pedro el Alto, al este con el municipio de Pluma Hidalgo, al sureste con el municipio de San Pedro Pochutla, al sur con el municipio de Santa María Tonameca, al suroeste con el municipio de Santo Domingo de Morelos y al oeste con el municipio de San Agustín Loxicha.

### Orografía e hidrografía
Todo el territorio del municipio es cruzado por la Sierra Madre del Sur, que aunque hace accidentado el terreno no alcanza grandes elevaciones, siendo el máximo punto 450 metros sobre el nivel del mar, las principales elevaciones reciben los nombres locales de Cerro Perico, Cerro El Chilar, Cerro Miramar y Cerro Cruz.
No existen ríos de gran importancia en el territorio de Candelaria Loxicha, las corrientes que lo recorren son el río Molino, río San Juan, río Culebra, río Milpa, río Los Peces, río Cuajinicuil y río Sol. Todo el territorio municipal pertenece a la Cuenca del río Copalita y otros y la Región hidróligca Costa de Oaxaca (Puerto Ángel).

### Clima y ecosistemas
El clima de la mayor parte del municipio es considerado Cálido subhúmedo con abundantes lluvias en verano, con excepción de su extremo sur en donde el clima es Cálido subhúmedo con lluvias en verano; la temperatura media anual se registra en tres zonas diferenciadas, el tercio norte del municipio el promedio va de los 22 a los 24 °C, la zona central de 24 a 26 °C y la zona más al sur tiene un promedio superior a los 26 °C; igualmente, la precipitación promedio anual sigue un patrón parecido, registrándose en el tercio norte un promedio de 2,500 a 3,000 mm, en la zona central de 1,500 a 2,000 mm y la sección sur de 1,000 a 1,500 mm.
La flora del municipio se divide según la altitud en Bosque mesófilo, selva mediana y sabana, entre las principales especies vegetales que se encuentran están árboles como nanchal, macuil, aguacatillo, palo de piedra,, mulato, huanacaxtle y caoba; y entre los principales animales, tejón, jabalí, puerco espín, zorra, tlacomistle, ardilla, venado, armadillo, tuza, zorrillo, mapache y comadreja.

## Demografía
De acuerdo a los resultados del Censo de Población y Vivienda de 2010 realizado por el Instituto Nacional de Estadística y Geografía, la población total del municipio de Candelaria Loxicha es de 9 860 habitantes, de los cuales 4 730 son hombres y 5 130 son mujeres; por lo que el 47.5% de la población es de sexo masculino; la tasa de crecimiento poblacional de 2000 a 2005 ha sido del -1.7%, el 43.0% de los habitantes son menores de 15 años de edad y el 52.0% se encuentra entre esa edad y los 64 años, no existen localidades mayores de 2,500 habitantes que puedan ser consideradas urbanas por tanto toda la población del municipio reside en localidades rurales, y el 62.5% de los habitantes mayores de cinco años de edad son hablantes de alguna lengua indígena.

### Grupos étnicos
El 62.5% de los habitantes mayores de cinco años de edad son hablantes de alguna lengua indígena, lo que equivale en 2005 a 4,695 personas de las cuales 2,267 son hombres y 2,428 son mujeres, de ellos 4,035 son bilingües al español, 544 hablan únicamente su lengua materna y 116 no especifican su condición de biligüismo.
Casi la totalidad de hablantes de lengua indígena, 4,622, lo son de lenguas zapotecas, después de ellos existen 2 hablantes de chatino, 2 de lenguas mixtecas y 69 no especifican cual es la lengua indígena que hablan.

### Localidades
En el municipio de Candelaria Loxicha existen un total de 71 localidades, lo que refleja la alta dispersión de su población, las principales localidades y su población en 2005 son las siguientes:
| Localidad              | Población |
| Total Municipio        | 9 860     |
| Candelaria Loxicha     | 2 072     |
| Los Horcones           | 748       |
| Santa María Tepejipana | 549       |
| Miramar                | 488       |
| Santiago la Galera     | 430       |
| El Alacrán             | 374       |
| El Molino              | 326       |

## Política
El municipio de Candelaria Loxicha es uno de los 418 municipios oaxaqueños que para la elección de sus autoridades se rige por el principio denominado usos y costumbres, es decir, en ellos no opera el sistema de elección mediante partidos políticos que funciona en todos los restantes municipios de México, como un medio para preservar y proteger las costumbres y cultura del lugar. El ayuntamiento de Candelaria Loxicha es electo para un periodo de tres años.

### Subdivisión administrativa
El municipio se divide en cinco agencias municipales ubicadas en El Molino, La Ciénega, San Isidro del Camino, Santiago La Galera y Santa María Tepejipana, y en seis agencias de policía en La Trinidad, Río Candelaria, La Guadalupe, Miramar, San Lucas y San Martín Ondinas.

### Representación legislativa
Para la elección de diputados locales al Congreso de Oaxaca y de diputados federales a la Cámara de Diputados federal, Candelaria Loxicha se encuentra integrado en los siguientes distritos electorales:
Local:
- VIII Distrito Electoral Local de Oaxaca con cabecera en San Pedro Pochutla.

Federal:
- Distrito electoral federal 10 de Oaxaca con cabecera en Miahuatlán de Porfirio Díaz.[14]